# Miomir Grujić Fleka
Miomir Grujić Fleka (Šabac, 1. jun 1954 — Beograd, 11. jul 2003) bio je srpski i jugoslovenski umetnik. Po obrazovanju magistar slikarstva, Fleka je bio multidisciplinarni umetnik čija je umetnička praksa zastupljena u svim važnijim istorijama savremene umetnosti post-jugoslovenskog prostora.

## Biografija
Rođen je 1. juna 1954. godine u Šapcu i već kao srednjoškolac aktivno se uključuje u kulturni život grada kao član Kluba mladih stvaralaca Šapca i kolumnista u listovima Plamen, Susreti, Kolokvijumi 25. maj. Studirao pravo i slikarstvo na Fakultetu likovnih umetnosti u Beogradu, gde je diplomirao 1985. godine. Na istoj školi završio je i postdiplomske studije. Jedan od osnivača Zavičajnog kluba studenata koji se nalazio u Domu omladine, sadašnjem Kulturnom centru Šabac. Delovanje kluba studenata vezano je za kultno mesto grada, klub Rupa, u kojem je Fleka bio programski urednik svih kulturnih sadržaja. Ovaj klub danas nosi njegovo ime.
Kao multimedijalni umetnik i novinar aktivan na javnoj sceni već od kraja sedamdesetih godina 20. veka. Bio je tvorac kluba Akademija pri FLU u Beogradu, gde je od 1983. do 1990. godine radio kao programski urednik. Svoju suprugu, Jovanu (rođ. Ivković) upoznaje na Akademiji 1984. godine, sa kojom je 1989. godine dobio sina Luna Grujića. Od 1989. do 23. marta 1999. godine radio kao autor i urednik eksperimentalnog medijskog projekta Radio Šišmiš na radiju B92, koja postaje zaštitni znak beogradske andergraund scene. Glasanjem redakcija beogradskih radio stanica ova emisija je proglašena kao najbolji autorski radio projekat za 1990. i 1991. godinu. Savremenici su ga nazivali Vergilije devedesetih, slovenski vuk, satiričar iz podzemlja i glas andergraunda.
Objavljivao literarne radove, ilustratorske priloge, tekstove, eseje iz oblasti popularne kulture, proširenih medija i teorije umetnosti. Od 1982. do 1984. godine radio kao glavni i odgovorni urednik časopisa 4F, Univerziteta umetnosti u Beogradu. Bio je član Saveza novinara Jugoslavije od 1985. do 1990. godine i član ULUS-a od 1986. godine.  Tokom 1986. bio stipendista ULUS-ovog Fonda mladih. Kao student postdiplomskih studija, tokom 1987. bio stipendista Fonda za razvoj naučnog i umetničkog podmlatka Srbije.
Umro je 11. jula 2003. godine u Beogradu. Brigu o njegovoj zaostavštini su posle toga preuzeli Jovana i Lun.

## Važniji medijski projekti
- Autor  - serija tročasovnih TV emisija posvećenih alternativnim oblicima umetničkog izražavanja koja je realizovana na TV Kanal kulture tokom 1992. godine.[7]
- Autor, urednik i koordinator projekta URBAZONA (projekt okupljanja, animacije i javne prezentacije rada autora sa aktuelne domaće umetničke i muzičke scene). Kao društvena inicijativa, pokret za urbanu svest i osvajanje stvaralačkih i građanskih sloboda, projekat URBAZONA je od 1993. do danas pod pokroviteljstvom YU Fonda za otvoreno društvo realizovao preko stotinu pojedinačnih akcija umetničkog i prošireno medijskog sadržaja.
- Osnivač i urednik TROTOROCK etikete, muzičke edicije neprofitnog tipa, koja je od 1995. godine do danas objavila dvanaest kasetnih izdanja sa muzikom autentičnih domaćih rock bendova.
- Autor i interpretator teksta u zvučnom radu MAGNIFICENT 7 (SERBIA CALLING) sa B. Drummondom i J. Coutyjem - K Foundation. Objavljeno na kompilaciji NEXT 1995. London – internacionalnom humanitarnom projektu u korist dece stradale u bosanskom ratu.
- Scenarista i reditelj dokumentarnog filma TROTOTERROR ROCK (1997) posvećenog autorima zastupljenim na TROTOROCK etiketi.
- Autor radio drame ALFI PROTIV CRVENIH BARONA, proizvedene 1991. i posvećene događajima od 9. marta te godine.
- Autor zvučne slike i grafičkih instalacija za dokumentarni film „Akademija Republika” (produkcija B92/1997)
- Autor scenarija i narator u scensko-muzičkom performansu POBUNA MAŠINA (u saradnji sa bendomSUPERNAUT), izvedenog u pratećem programu BITEF festivala 1994.
- Autor koncepta i voditelj u dokumentarnom filmu ZOMBIETOWN, projektu posvećenom beogradskoj alternativnoj umetničkoj sceni (reditelj Mark Hawker, produkcija Channel 4, London, 1995). Film je nagrađen specijalnom plaketom na Festivalu alternativnog filma u Njujorku 1996.
- Učesnik u filmu VICTIMS OF GEOGRAPHY (režija: Doug Aubrey, produkcija Channel 4, 1998).
- Autor zvučne instalacije za projekt SRBIJA 2000, putujuću umetničku izložbu, koja u produkciji KC REX tokom 2000. godine obilazi gradove u unutrašnjosti Srbije.
- Autor projekta TROTOLETAK.[8] Projekt izveden u prvoj etapi u periodu 1. jun—5. oktobar 2000. godine na Internetu, u dnevnoj štampi, u vidu mailart projekta i konačno u formi hepeninga, elektronske prezentacije i izložbene postavke u Centru za kulturnu dekontaminaciju, 6. oktobra 2000. u Beogradu. U narednoj fazi projekat je prezentovan putujućom izložbenom postavkom po gradovima u unutrašnjosti Srbije.

## Autorski video radovi
- Radio Šišmiš, HARMONIJA HAOSA, 1993, produkcija Urbazona,
- BULEVAR PROPALIH POKUŠAJA, 1995. (sa Markom Hawkerom),
- TROTOTOTEM, Kult Sličnosti, 1996, produkcija b92,
- BLACK BOX (crna avionska kutija), 1998, produkcija b92.

## Izložbe

### Važnije samostalne izložbe
- , Galerija SKC, 1984.
- Zapis, Galerija SKC, 1985.
- Čuvari vatre, Galerija SKC, 1986.
- Veliki znak, Galerija SKC, 1987.
- Javni ilegalac, Centar za kulturnu dekontaminaciju, 2000.

### Važnije grupne izložbe
- Perspektive srpskog slikarstva, Galerija kod pozorišta, Beograd, 1985.
- LINIJA EX, Galerija SKC-napuštena fabrika na Dorćolu, 1986.
- Kritika – Umetnost usred osamdesetih, Collegium Artisicum Sarajevo, Paviljon Cvijeta Zuzorić Beograd, 1986.
- ULUS-članovi 86, Galerija doma kulture Stari Grad, 1986.
- Bijenale mladih, Rijeka, 1989.
- URBAZONA, Galerija Doma omladine, 1993.
- Instinkt, Beogradu, 1994. godine.
- FLUX 01, projekat prezentacije rada savremenih umetnika u beogradskim predgrađima, KC REX, 2001.

## Izabrana bibliografija o autoru
- Osamdesete: Teme srpske umetnosti (1980—1990), autor Ješa Denegri, izdanje Svetovi Novi Sad, 1997.
- Umetnost-kritika usred osamdesetih, tekst Bojana Pejić, izdanje Collegium Artisicum Sarajevo, 1986.
- 1992—1995, tekst Lidija Merenik, Centar za savremenu Jugoslovensku umetnost
- Video umetnost u Srbiji, tekst Darka Radosavljević, izdanje Centar za savremenu Jugoslovensku umetnost, 1999.
- Nepristajanje, tekst Olivera Miloš Todorović (knjiga i CD Rom), izdanje ShockArt 2000.
- , autor Matthew Collin, izdavač Serpents Tail 2001. U izdanju Samizdat b92.
- ,  (osnivač KLF), Little Brown, London, 2000.

## Zanimljivosti
Fleka je bio inspiracija za lik Crnog, glavnog junaka u filmu Crni bombarder. Polovinom devedesetih učestvuje u dokumentarnom filmu Zombietown i u projektu Child in war, grupe KLF, gde je glas u numeri The Magnificent.

## Spoljašnje veze
- Grujić Fleka, Miomir (13. oktobar 2000). „MIOMIR GRUJIC FLEKA: PRIGOVOR SAVESTI” (b92). Приступљено 16. 10. 2017.
- Šišmiš/Pucanje